# Enache Borcescu
Enache Borcescu (n. 1895 – d. 1955) a fost un general român de artilerie, care a îndeplinit funcții de comandă în cel de-al Doilea Război Mondial.
Generalul de brigadă Enache Borcescu a fost numit pe 1 octombrie 1944 în funcția de secretar general al Subsecretariatului de
Stat al Armatei de Uscat.
Generalul de brigadă Enache Borcescu a fost trecut în cadrul disponibil la 9 august 1946, în baza legii nr. 433 din 1946, și apoi, din oficiu, în poziția de rezervă la 9 august 1947.

## Decorații
- Ordinul „Steaua României” în gradul de ofițer (8 iunie 1940)[3]

## Legături externe
- en  Generals.dk